# Disquisitiones Arithmeticae
Disquisitiones Arithmeticae（ディスクィジティオネス・アリトメティカエ、ラテン語で算術研究の意、以下 D. A. と略す）は、カール・フリードリヒ・ガウス唯一の著書にして、後年の数論の研究に多大な影響を与えた書物である。1801年、ガウス24歳のときに公刊された。その研究の端緒はガウス17歳の1795年にまでさかのぼり、1797年にはほぼ原稿は完成していた。
ラテン語の arithmetica（アリトメティカ）は通常「算術」と訳されるが、ガウスの意図したものは、今日「数論」もしくは「整数論」と呼ばれる学術的領域である。D. A. を『数論研究』と訳している書物もあるし、高瀬正仁による最初の D. A. の完全な日本語訳の書名は『ガウス整数論』である。

## 書の概要
この書の扱う数学の分野は、今日でいう初等整数論および代数的整数論の一部である。ガウス自身は、緒言において「整数を考察の対象とする」「整数の一般的研究は高等的アリトメティカによるべき」などと述べている。ここで「高等的アリトメティカ」とは、数の記法や四則計算などの算術を意味する「初等的アリトメティカ」に対する語である。
D. A. は、ガウス以前の数学者であるフェルマー、オイラー、ラグランジュ、ルジャンドルらの研究成果および、ガウス自身による数々の顕著な研究成果を含む。

## 各章の内容
D. A. は次の7章から成る（各章の題は高瀬訳のもの）。また、章より細かな単位で通し番号が付けられており、366条から成る。
- 第1章: 数の合同に関する一般的な事柄（第1条 - 12条）
- 第2章: 一次合同式（第13条 - 44条）
- 第3章: 冪剰余（第45条 - 93条）
- 第4章: 二次合同式（第94条 - 152条）
- 第5章: 二次形式と二次不定方程式（第153条 - 307条）
- 第6章: これまでの研究のさまざまな応用（第308条 - 334条）
- 第7章: 円の分割を定める方程式（第335条 - 366条）

第1章から第3章は、ガウス以前の研究をまとめたものであり、フェルマーの小定理（第3章第50条）、ウィルソンの定理（第3章第76条）、素数を法とした原始根の存在定理（第3章第54条、55条）などの内容を含む。ここにガウス自身の研究成果は少ないが、これらを系統的に論じたことには価値がある。算術の基本定理、すなわち整数が一意に素因数分解されるという性質の重要性に初めて気付いたのはガウスであり、第2章第16条で証明が与えられている。第2章第42条では、多項式に関するガウスの補題が証明されている。この補題は第7章で用いられる。
第4章より先は、ガウス自身の研究成果を多く含む。第4章の中心的な話題は平方剰余の相互法則（第131条）である。第5章は、D. A. の半分以上のページを占めており、二変数二次形式について幅広く議論している。第6章では、様々な応用について論じており、例えば素数判定および素因数分解の方法を2通り与えている。最後の第7章は、円周の等分に関する理論であり、1の冪根や円分多項式について議論している。特に、正多角形が定規とコンパスによる作図で構成可能であるための条件を与えている（最終第365条、366条）。
ガウスは、高次の合同式に関する、第8章に相当するものを書いていたが、完成することなく、死後に部分的に公表された。

## 意義と影響
D. A. 以前は、数論に値する分野では個々の定理や予想]がばらばらに存在していた。ガウスは、個々の定理の証明を完全なものにしたり、理論のギャップを埋めたり、主題の範囲を拡大したりすることによって、先達の成果と自身の成果をひとつにまとめ上げ、系統的な骨組みを与えたのである。
D. A. の論理的な構成、定理の主張の後に数学的な証明、その後に定理の系、という流れは、後の数学の著作の標準となった。数学的な証明の重要性を認識する一方で、ガウスは定理の多くに数値的な例も与えている。
D. A. は、19世紀のヨーロッパの数学研究の出発点と位置付けられ、ヤコビ、ディリクレ、クンマー、デデキントらがその内容の発展に努めた。特にディリクレは、D. A. を常に携帯していたという。
ガウスは D. A. に多くの付記を残し、彼自身のさらなる研究の一助とした。同世代の者には謎めいているものもあったが、一部は例えば、今日ではL関数や虚数乗法と呼ばれるものの萌芽であったと解釈される。
D. A. の内容は、20世紀以降の数学研究においても新鮮さを失っていない。例えば、第5章第303条は虚二次体の類数の具体的な計算についての要約である。ガウスは、任意の正整数 n に対して類数が n である虚二次体は有限個しか存在しないであろうと予想し、類数の小さな虚二次体は全て決定したと信じた。この予想は、1934年にハンス・ハイルブロンが解決した。類数1の虚二次体を全て決定する問題は、1966年のアラン・ベイカーと1967年のハロルド・ミード・スタークによって独立に解かれた。2004年までに、類数が100以下の虚二次体は全て決定されている。
また、第7章第358条は、有限体上の楕円曲線の点の個数に関する、ハッセの定理の評価が非自明に成り立つ（歴史的に）最初の例を与えている。この定理は、ヘルムート・ハッセが1933年に証明し、アンドレ・ヴェイユらによって一般化されるが、適切に言い換えることによって、リーマン予想の類似と見なせることが知られている。

## 各言語訳
D. A. の原著はラテン語である。数学の著作物でラテン語で書かれたものとしては、最後期のものである。原著公刊6年後の1807年にフランス語訳が出版され、ドイツ語には1889年に、英語には1965年に、日本語には1995年に翻訳された。それぞれに特色があり、各言語版を参考にして日本語に訳した高瀬によると、ドイツ語版の翻訳はしっかりしているが、英語版は数学的な理解不足が原因と思われる誤訳が非常に多い。フランス語版や日本語版には数学的な内容の訳注があり、英語版には記号と述語のリストや充実した参考文献のリストがある。

## 書誌情報
- Carl Friedrich Gauss (1801). Disquisitiones Arithmeticae. Lipsiae (Leipzig): Gerhard Fleischer. ISBN 3-487-12845-4 - ラテン語版の原典。2006年にOlms社から複写版が復刻された。
- Carl Friedrich Gauss (1863) [1801]. Disquisitiones Arithmeticae. Carl Friedrich Gauß: Werke. Band 1. Göttingen: Dieterich - 『ガウス全集』第1巻に収録されたラテン語版。
- Carl Friedrich Gauss (1807) [1801]. Recherches arithmétiques. A.-C.-M. Poullet-Deslisle. Paris: Courcier - 仏語訳。archive.org (PDF) にもPDF版が収録されている。
- Carl Friedrich Gauss (1889) [1801]. Untersuchungen über Höhere Arithmetik. Hermann Maser. Berlin: Springer. ISBN 0-8218-4213-7 - 独語訳。2006年にAMS Chelsea社から複写版が復刻された。(ISBN 0-8218-4213-7) 2009年にKessel社から複写版が復刻された。(ISBN 978-3-941300-09-5)
- Carl Friedrich Gauss (2001) [1965]. Disquisitiones Arithmeticae. Arthur A. Clarke. Yale University Press. ISBN 0-300-09473-6 - 英語訳。2001年に改訂された。
- カール・フリードリヒ・ガウス『ガウス整数論』高瀬正仁訳、朝倉書店〈数学史叢書〉、1995年6月20日（原著1801年）。ISBN 4-254-11457-5。 - ラテン語原典からの日本語訳。

## 関連文献
- 倉田令二朗『ガウス初等整数論』河合文化研究所〈河合ブックレット 数学シリーズ5〉、1988年9月20日。ISBN 4-87999-954-7。
- 倉田令二朗『ガウス2次形式論（1）』河合文化研究所〈河合ブックレット 数学シリーズ3〉、1987年5月25日。ISBN 4-87999-952-0。
- 倉田令二朗『ガウス2次形式論（2）』河合文化研究所〈河合ブックレット 数学シリーズ7〉、1988年11月30日。ISBN 4-87999-956-3。
- 倉田令二朗『ガウス円分方程式論』河合文化研究所〈河合ブックレット 数学シリーズ6〉、1988年11月30日。ISBN 4-87999-955-5。
- 高木貞治：「初等整数論講義 第2版」、共立出版、ISBN:978-4-320-01001-7　(1971年10月15日).